# آلبرت تایلر (ورزشکار)
آلبرت تایلر (انگلیسی: Albert Tyler؛ ۴ ژانویهٔ ۱۸۷۲ – ۲۵ ژوئیهٔ ۱۹۴۵) یک ورزشکار اهل ایالات متحده آمریکا بود. وی در سال ۱۸۹۶ در المپیک و در رشته پرس با نیزه برنده مدال نقره شد.